# Catriel Soto
Catriel Andrés Soto, né le 29 avril 1987 à Colón, est un cycliste argentin spécialiste de VTT cross-country. Il termine 26e de l'épreuve olympique 2012.

## Palmarès en VTT

### Jeux olympiques
- Londres 2012
  - 26e du cross-country

### Championnats du monde
- Pietermaritzburg 2013
  -  Médaillé de bronze du cross-country eliminator

### Coupe du monde
- Coupe du monde de cross-country eliminator
  - 2013 : 5e du classement général
  - 2014 : 5e du classement général, vainqueur d'une manche
- Coupe du monde de cross-country
  - 2014 : 53e du classement général
  - 2015 : 29e du classement général
  - 2018 : 36e du classement général
  - 2022 : 90e du classement général

### Championnats panaméricains
- 2009
  -  Champion panaméricain de cross-country espoirs
- 2010
  -  Médaillé de bronze du relais mixte
- 2011
  -  Médaillé d'argent du relais mixte
- 2012
  -  Médaillé d'argent du cross-country
- 2016
  -  Champion panaméricain de cross-country
  -  Médaillé de bronze du relais mixte
- 2017
  -  Champion panaméricain de cross-country
  -  Médaillé d'argent du relais mixte
- 2018
  -  Médaillé de bronze du cross-country
- 2019
  -  Médaillé de bronze du relais mixte
- 2021
  -  Médaillé de bronze du cross-country

### Jeux panaméricains
- Toronto 2015
  -  Médaillé d'argent du cross-country

### Jeux sud-américains
- Santiago 2014
  -  Médaillé de bronze du cross-country

### Championnats nationaux
- Champion d'Argentine de cross-country : 2010, 2012, 2013, 2014, 2015, 2016, 2017, 2018, 2019, 2021, 2022, 2023 et 2025
- Champion d'Argentine de cross-country marathon : 2025
- Champion d'Argentine de cross-country short track : 2025

## Palmarès sur route
- 2008
  - 5e étape du Tour de Mendoza
- 2010
  - 9e étape du Tour de San Juan
- 2012
  - 1re étape du Tour de Mendoza
- 2023
  - 2e de la Vuelta a los Puentes del Santa Lucía